# Zanan
La revista Zanan (en árabe: ماهنامه زنان‎, Mujeres) es una publicación mensual dirigida a mujeres de Irán. Es la única revista femenina persa en el país. La revista dejó de editarse en 2008, pero resurgió el 29 de mayo de 2014. En septiembre del mismo año, su fundadora y editora, Shahla Sherkat, fue acusada ante la Corte Iraní de Prensa —parte de la Corte Revolucionaria Islámica— por promover puntos de vista antiislámicos y «obsoletos». En abril de 2015 se suspendió nuevamente la tirada de la revista.

## Historia
Zanan fue fundada por Sherkat en 1992 como una revista mensual. Promovió los derechos de la mujer por dieciséis años y tuvo un total de 152 números.
Zanan trató las preocupaciones de las mujeres de Irán desde una perspectiva islámica, con la intención de promover y proteger sus derechos. Tocaba temas dentro del área política, de la violencia doméstica y del sexo. Sus artículos también se referían a asuntos polémicos, como la cirugía estética. Predominaba en ella la visión de que la igualdad de género era islámica y que la literatura religiosa había sido mal leída y apropiada por los misóginos. Mehangiz Kar, Shahla Lahiji y Shahla Sherkat, sus editoras, contribuyeron al debate sobre los derechos de la mujer y demandaron reformas. Los líderes políticos no respondieron, pero, por primera vez, tampoco silenciaron el movimiento.
En enero de 2008, el régimen iraní bajo el mando del presidente Mahmud Ahmadineyad cerró la revista por «poner en peligro la salud espiritual, mental e intelectual de sus lectores y amenazar la seguridad psicológica de la seguridad»; también afirmó que mostraba una mala imagen de las mujeres.

## Relanzamiento y cierre
En junio de 2014, Sherkat relanzó la revista, bajo el nombre de Zanan-e Emruz —Mujeres de hoy— en una edición impresa y en línea.
En septiembre de dicho año, Sherkat fue acusada de publicar imágenes de mujeres «vistas como objetos», cosa que violaba las leyes de censura. La revista fue suspendida a principios de 2015 luego de lanzar su décima edición. El Comité de Supervisión de Prensa de Irán afirmó que el contenido de la revista estaba «contra la castidad pública». Los cargos contra Sherkat y el cierre de la revista se debieron a la publicación de un número especial sobre el concubinato, llamado «matrimonio blanco» en Irán, una práctica que Alí Jamenei había denunciado. La prensa internacional recuperó esta edición y la BBC publicó un artículo sobre la cobertura de Zanan y la cohabitación.